# Giovanni Pietro Dal Toso
Mons. Giovanni Pietro Dal Toso (* 6. října 1964, Vicenza) je italský římskokatolický kněz, arcibiskup a apoštolský nuncius.

## Život
Narodil se 6. října 1964 ve Vicenze.
Studoval ve vyšším kněžském semináři v Brixenu. Dne 24. června 1989 byl vysvěcen na kněze. Poté odešel na studia do Říma, kde na Papežské univerzitě Gregoriana získal doktorát z filosofie a na Papežské lateránské univerzitě licenciát z kanonického práva.
V letech 198-1992 působil ve farnostech ve své rodné diecézi Bolzano-Brixen.
Dne 1. března 1996 se stal úředníkem Papežské rady Cor Unum.
Dne 21. června 2004 jej papež Jan Pavel II. jmenoval podsekretářem Papežské rady Cor Unum, kterým byl až do 22. června 2010, kdy se stal sekretářem této rady.
Dne 1. ledna 2017 byl jmenován sekretářem delegátem Dikasteria pro službu integrálnímu lidskému rozvoji.
Dne 9. listopadu 2017 jej papež František jmenoval adjunktem sekretářem Kongregace pro evangelizaci národů a titulárním arcibiskupem z Foratiany. Biskupské svěcení přijal 16. prosince 2017, a to z rukou kardinála Fernanda Filoniho. Spolusvětiteli byli biskup Ivo Muser a kardinál Paul Josef Cordes.
Dne 21. ledna 2023 jej papež František jmenoval apoštolským nunciem v Jordánsku.
Dne 17. února 2023 jej papež František jmenoval apoštolským nunciem na Kypru s ponecháním úřadu nuncia v Jordánsku.
Mluví italsky, německy, francouzsky, anglicky a španělsky.